# Гёзель
Гёзель (нем. Gösel, также Гёзельбах, нем. Göselbach и Гайзель, нем. Geisel) — река в Германии, протекает по земле Саксония. Её общая длина составляет 21,5 км.
Берёт начало в районе Стокхайм города Бад-Лаузик на высоте около 161 метра над уровнем моря, направляясь на северо-восток. Далее русло реки делает поворот по часовой стрелке и следует на запад. Впадает в Плайсе с правой стороны к северо-западу от города Рёта на высоте 125 метров над уровнем моря. Притоками Гёзеля являются Альтер-Гёзельбах (нем. Alter Göselbach), Хангграбен (нем. Hanggraben), Фиппер (нем. Fipper), Грабен-бай-Фишерс-Хольц (нем. Graben bei Fischers Holz) и Грабен-аус-Буххольц (нем. Graben aus Buchholz).